# Acta Agrobotanica
Acta Agrobotanica (abreviado Acta Agrobot.) es una revista con ilustraciones y descripciones botánicas que es publicada en Varsovia desde 1953 hasta ahora. 